# È colpa mia?
È colpa mia? (Culpa mía) è un film del 2023 diretto da Domingo González, basato sul romanzo omonimo di Mercedes Ron.

## Trama
Noah è una ragazza con i genitori separati: ora deve lasciare la sua città, il fidanzato e gli amici e trasferirsi nella villa del nuovo ricco marito di sua madre. Lì incontra il suo nuovo fratellastro, Nick, e presto scopre che dietro l'immagine di un figlio modello, nasconde qualcosa.
Nel frattempo si innamora di Nick e scopre che il suo fidanzato la sta tradendo con una persona di cui si fidava (la sua migliore amica).

## Produzione
Prodotto dalla Pokeepsie Films (Álex de la Iglesia e Carolina Bang), le riprese si sono svolte sulla Costa del Sol a Torremolinos, Manilva e Marbella.

## Distribuzione
Il film è stato distribuito in streaming sulla piattaforma Amazon Prime Video l'8 giugno 2023.

## Sequel e remake
Il film ha avuto due sequel, È colpa tua? (2024), È colpa nostra (Ottobre 2025) ed un remake britannico intitolato È colpa mia: Londra (2025) con Asha Banks e Matthew Broome sempre su Prime Video.